# Boy Meets Girl
Boy Meets Girl (prt: Paixões Cruzadas) é um filme de francês de 1984, dirigido por Leos Carax. Produzido pela Abilene, é estrelado por Denis Lavant, Mireille Perrier, Carroll Brooks, Helen Maïté, Maïté Nahyr, Elie Poicard, Christian Cloarec e Lorraine Berger. O filme se passa em Paris, em uma noite em que um jovem aspirante a cineasta (Lavant) vaga pela cidade depois de que seu namoro termina e acaba encontrando uma mulher (Mireille Perrier) cuja relação também terminou.